# Dubai Marina Mall
Dubai Marina Mall i Dubai, Förenade Arabemiraten är en galleria i distriktet Dubai Marina i stadens sydvästra delar utefter huvudväg E11 samt Dubais tunnelbana. Den är byggd i fyra våningar och innehåller cirka 130 butiker, biografer, restauranger och kaféer.